# NGC 575
NGC 575 je galaxie v souhvězdí Ryby. Její zdánlivá jasnost je 12,9m a úhlová velikost 1,7′ × 1,6′. Je vzdálená 145 milionů světelných let, průměr má 70 000 světelných let. Galaxii objevil 17. října 1876 Édouard Stephan. Pozdější nezávislý objev, který učinil 18. ledna 1896 Stéphane Javelle, byl katalogizován jako IC 1710.